# Як насправді влаштований світ. Минуле, теперішнє і майбутнє з погляду науки
«Як насправді влаштований світ. Минуле, теперішнє і майбутнє з погляду науки» (англ. How the World Really Works: A Scientist’s Guide to Our Past, Present and Future) — науково-популярна книга чесько-канадського науковця Вацлава Сміла. Видана у січні 2022 року видавництвом Viking .

## Про книгу
Книга пояснює сім найбільш фундаментальних реалій, які керують нашим виживанням і процвітанням:
1. паливо та електрика
2. виробництво їжі та споживання органічних копалин
3. сталь, цемент, аміак, пластмаси
4. двигуни й мікрочипи
5. віруси, раціони, сонячні спалахи
6. біосфера
7. апокаліпсис і сингулярність

## Визнання
Рецензії на книгу опублікували в New York Times , Washington Post , New Scientist, Kirkus Review, Reason. У TIME було опубліковано уривок із книжки. Білл Гейтс вніс книгу до свого літнього списку читання у 2022 році.

## Переклади українською
Україномовний переклад книги вийшов у 2022 році у видавництві «Лабораторія», перекладач — Олександр Стукало.